# ریچارد اچ پرایس
 ریچارد اچ پرایس (انگلیسی: Richard H. Price؛ زاده ۱ مارس ۱۹۴۳) یک فیزیک‌دان اهل ایالات متحده آمریکا است.